# Стаал, Марк
Марк Стаал (англ. Marc Staal; род. 13 января 1987 года, в Тандер-Бей, Онтарио, Канада) — канадский профессиональный хоккеист. Провёл 17 сезонов НХЛ, сыграв 1136 матчей.
Трое его братьев также играли в НХЛ — Эрик (род. 1984) и Джордан (род. 1988). Самый младший Джаред (род. 1990) был задрафтован «Финикс Койотис» в 2008 году, а в настоящее время является помощником главного тренера в клубе «Орландо Солар Бэрс» (ECHL).

## Начало карьеры
Стаал был выбран под общим 2-м номером на драфте OHL командой «Садбери Вулвз». Марк играл за «Садбери Вулвз» с 2003 по 2007 года в Хоккейной лиге Онтарио, где был капитаном команды и привёл «Вулвз» к первому за 30 лет чемпионству. Он был выбран под общим 12-м номером на драфте НХЛ 2005 года командой «Нью-Йорк Рейнджерс».
В течение сезона 2006–2007 Марк играл за «Садбери» вместе со своим младшим братом Джаредом.
7 мая 2007 года Хоккейная лига Онтарио объявила, что Стаал был удостоен «Макс Камински Трофи» — как самый выдающийся защитник ОХЛ в сезоне 2006–2007. Этой престижной наградой ранее удостаивались такие будущие звёзды НХЛ, как Эл Макиннис и Крис Пронгер. 13 мая 2007 года, хотя его команда и проиграла в шестиматчевой финальной серии Кубка Джея Росса Робертсона команде «Плимут Уэйлерс», Стаал был награждён призом «Уэйн Грецки 99 Эворд», который вручается Самому ценному игроку плей-офф.

## Карьера в НХЛ

### Нью-Йорк Рейнджерс
4 октября 2007 года Стаал дебютировал в НХЛ за «Нью-Йорк Рейнджерс», главный тренер команды Том Ренни в первом сезоне будет использовать его как строго оборонительного игрока. Своё первое очко в НХЛ Марк набрал 1 ноября 2007 года в матче против «Вашингтон Кэпиталз»; Крис Друри, отклонившись от броска, позволил Стаалу отдать результативную передачу. 14 ноября 2007 года Марк забил свой первый гол в матче против «Нью-Джерси Девилз» в Пруденшал-центре. Он забил кистевым броском из левого круга вбрасывания, положив шайбу с отклонением от перекладины над протянутой перчаткой Мартина Бродёра.
Ассистентами его первой шайбы стали Скотт Гомес и Брендан Шэнахэн. В сезоне 2007/08 стал одним из шестнадцати новичков, выбранных для участия в матче Молодых звёзд на матче всех звёзд 2008 года в Атланте, где забил одну шайбу и отдал одну передачу. Стаал закончил свой дебютный сезон с 2 голами и 8 передачами. Но что более важно, он зарекомендовал себя как надёжного защитника, набрав по системе плюс/минус +2, и выйдя вместе с командой в плей-офф Кубка Стэнли.
В сезоне 2008/09 улучшил свою результативность, набрав 15 очков, забив 3 гола и отдав 12 передач — установив рекорд карьеры по этому показателю. В 2009 году Стаал вновь принял участие в матче Молодых звёзд в рамках матча всех звёзд 2009 в Монреале, забив два гола. В конце сезона тренерские перестановки привели к более наступательной философии, предназначенной специально для выхода «Рейнджерс» в плей-офф. Более оборонительно настроенный Том Ренни был заменён на Джона Тортореллу, который призвал всех своих игроков к более наступательной игре, в том числе и Стаала. В результате большая часть набранных очков Марка пришлась на конец сезона — 6 из 15 очков за 21 матч пришлись после тренерской перестановки (9 очков за 61 игру при Ренни). «Нью-Йорк Рейнджерс» снова вышли в плей-офф Кубка Стэнли, главным образом благодаря сильному финишу регулярного сезона, но на этот раз они потерпели поражение в первом же раунде серии против «Вашингтон Кэпиталз». В этой серии Стаал забил свою первую шайбу в плей-офф Кубка Стэнли.
В свой третий сезон в лиге Стаал начал играть большую роль в команде, и его прогресс под руководством Джона Тортореллы продолжился. В первых четырёх матчах нового сезона он набрал четыре очка (1 гол и 3 передачи). Несмотря на то, что в этом сезоне «Рейнджерс» не попали в плей-офф, Марк всё же смог переписать свои рекорды результативности, забив 8 голов, отдав 19 передач и набрав +11 по системе плюс-минус. 3 апреля 2010 года в матче против «Флорида Пантерз» Стаал спас свою команду от поражения, забив красивую шайбу от борта до борта вратарю «Пантерз» Скотту Клемменсену с передачи своего голкипера Хенрика Лундквиста. Судьба попадания команды в плей-офф решилась в последний игровой день сезона, проиграв 2–1 по буллитам «Филадельфии Флайерз», которая заняла спасительное 8-е место. Стаал в той игре провёл 29 минут и 16 секунд из 65 минут общего времени матча и закончил с показателем +1.
В 2010 году Марк впервые стал ограниченно свободным агентом. Хотя переговоры между Стаалом и генеральным менеджером «Нью-Йорк Рейнджерс» Гленом Сатером затянулись. 15 сентября 2010 года Марк всё-таки подписал пятилетний контракт на сумму $19.875 млн с возможностью продления клубом. После тренировочного лагеря Джон Торторелла, признав лидерские качества Стаала, в октябре 2010 года назначил его ассистентом капитана в возрасте 23 лет.
В сезоне 2010/11 Стаал впервые был выбран для участия в Матче всех звёзд НХЛ в городе Роли, Северная Каролина. Во время матча он имел редкую возможность поиграть в одной команде с братом Эриком.
22 февраля 2011 года в матче против «Каролина Харрикейнз» против Стаала провёл силовой приём его брат Эрик. Марк смотрел вниз, боролся за шайбу с игроком «Харрикейнз», когда Эрик подъехал к нему и ударил в плечо брата, после чего Марк ещё не скоро поднялся со льда. Это был чистый силовой приём и Марк отыграл до конца сезона, но на тренировочном лагере 2011 года выяснилось, что у Стаала присутствуют симптомы сотрясения мозга. Он не играл до 2 января 2012 года, вернувшись на лёд в матче Зимней классики НХЛ 2012 против «Филадельфии Флайерз».
В пятом матче плей-офф Кубка Стэнли 2012 в серии против «Вашингтон Кэпиталз» (3–2 в серии в пользу «Рейнджерс»), Стаалу удалось забить победный гол в овертайме решающей встречи.

### Детройт Ред Уингз
26 сентября 2020 года после 13 сезонов в составе «Рейнджерс», Стаал был обменян вместе с пиком второго раунда драфта 2021 года в «Детройт Ред Уингз» на будущую компенсацию.
12 марта 2022 года Марк сыграл свой 1000-й матч в регулярных сезонах НХЛ. Ранее 1000 матчей в НХЛ провели также его братья Эрик и Джордан. Это первое в истории НХЛ трио братьев, каждый из которых сыграл 1000 матчей.

### Флорида Пантерз
13 июля 2022 года в качестве свободного агента подписал однолетний контракт с клубом «Флорида Пантерз» на 750 тыс. долларов. Тем же летом контракт с «Пантерз» подписал и Эрик Стаал. Первую игру Марк провёл 13 октября, первое очко набрал 6 ноября в матче против «Анахайма» (5:3), отдав передачу на форварда Сэма Рейнхарта в его день рождения.

## Личная жизнь
Стаал женился на свой давней подруге Линдси Рагглс 12 августа 2011 года. Они знают друг друга ещё со школы. Марк сделал ей предложение 25 декабря 2010 года.

## Статистика
| Легенда | Легенда                    | Легенда | Легенда                   | Легенда | Легенда    |
| ------- | -------------------------- | ------- | ------------------------- | ------- | ---------- |
| И       | Количество проведённых игр | Штр     | Штрафное время            | +/−     | Плюс-минус |
| Г       | Голы                       | П       | Голевые передачи          | О       | Очки       |
| -       | Статистика неизвестна      | —       | Статистика не учитывалась |         |            |